# 古埃及帝王尊號
古埃及法老的尊號或尊號擬定是古埃及帝王添加尊號的標準。這一標準以遣詞有力、神聖至高為特點，并在一定程度上指出一代帝王的使命。有些情況下，在一位帝王在位期間尊號會發生變化。
完整的尊號由五個部分組成。因此稱為五至尊號。這種尊號格式直到中王國時期才定型并持續使用至托勒密王朝滅亡（羅馬帝國）。

## 荷鲁斯名
| G5 | O33 |

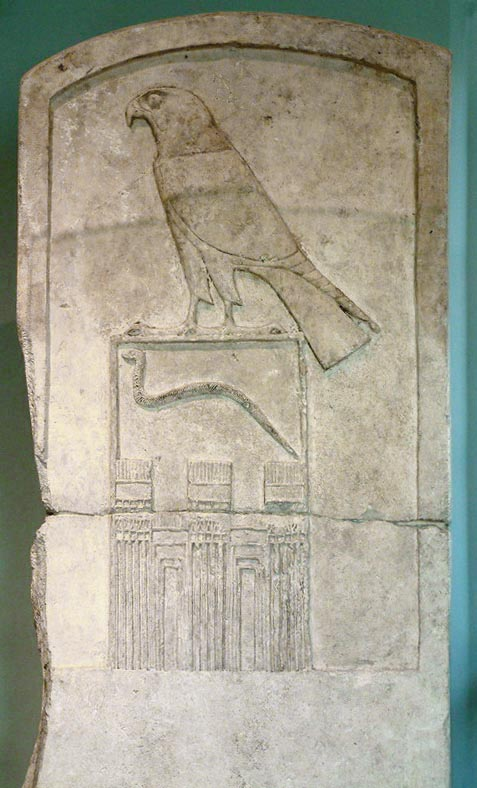
刻有法老傑特名字的石碑，與神明瓦吉特有關，藏于盧浮宮

荷魯斯名是最古老的法老尊號。前王國時期就已經成型。許多最古老的法老名稱僅由荷魯斯名組成。通常荷魯斯名是寫於賽萊克碑上，碑面描繪著宮墻，而法老的荷魯斯名則以象形文字的形式鑿刻其上。鷹隼之神荷魯斯典型地出現在荷魯斯名的上方或者兩側。
法老伯里布森在自己的賽萊克碑上使用了赛特而不是荷魯斯。這或許意味著埃及內部的宗教紛爭，卡塞凯姆威繼承他之後，使用了賽特與荷魯斯兩種神祇。從此，荷魯斯總是會出現在法老的賽萊克碑上。
到了新王國時期，大部分荷魯斯名已經不篆刻在賽萊克碑上。

## 涅布提名
| G16 |

涅布提名也稱雙女名（涅布提意為兩女子）。這一名稱與上埃及及下埃及的兩位神使有關。
- 奈赫贝特:上埃及守護神，由禿鷲代表。
- 瓦吉特:下埃及守護神，由眼鏡蛇代表。

這一尊號首先由第一王朝法老瑟莫赫特使用。但直到第十二王朝才被當做獨立的尊號使用。

## 金荷魯斯名
| G8 |

也稱黃金荷魯斯。這一尊號以荷魯斯在法老名上方或側面并具有黃金為特點。
這一尊號的意義有待討論。有一個論點認為這代表了荷魯斯戰勝了其叔父賽特，黃金則代表荷魯斯之于其敵人的優越性。而在古埃及人的心中，黃金與永恆相關聯。因此，這一尊號或許的確是在傳達法老永恆的尊號。
像涅布提名一樣，該尊號一般不適用于碑刻。

## 普列诺门
| M23 · t | L2 · t |

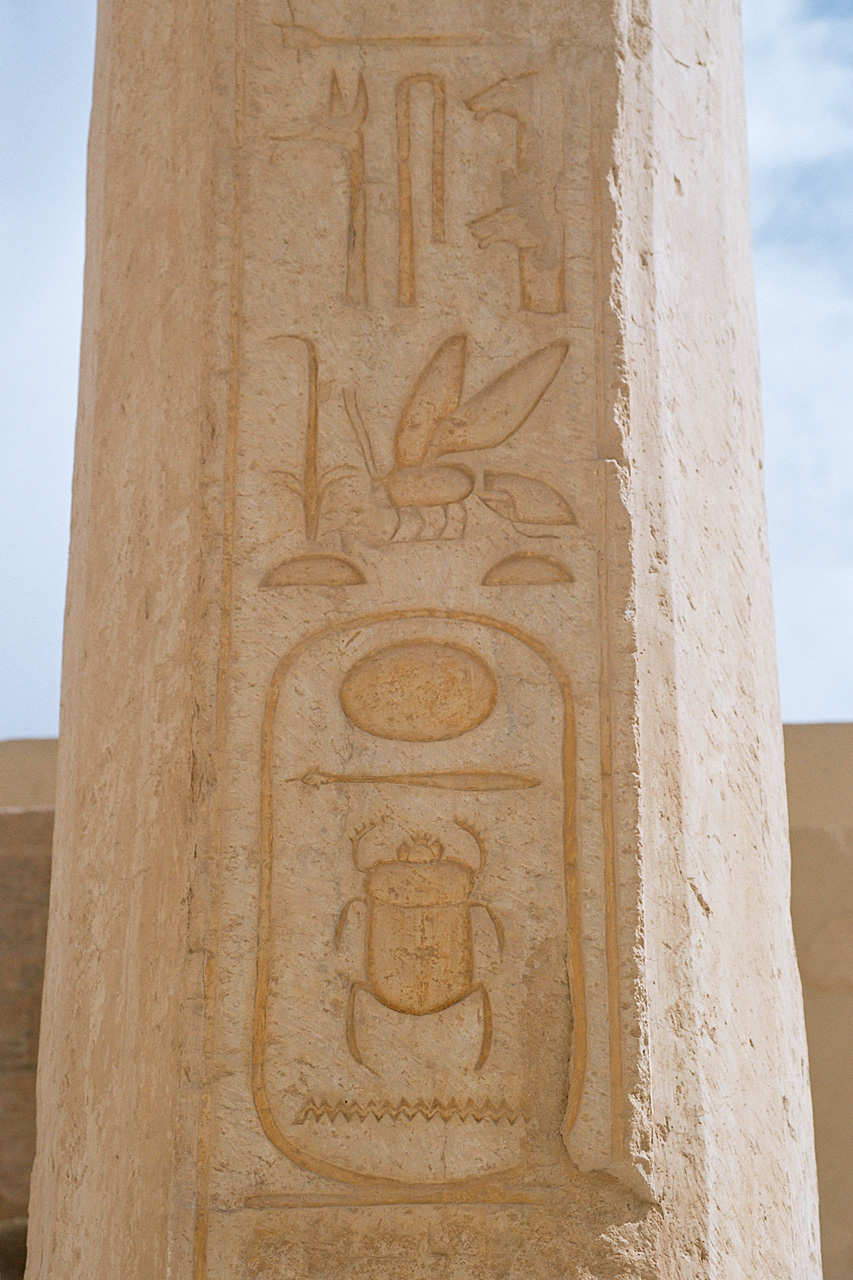
图特摩斯二世的王座名

非正式称呼为王座名。部分埃及学专家认为这一尊号是专门用于尼斯乌特-毕提尊号格式中的。也有学者认为这是法老出生时的名字。
尼斯乌特-毕提可能是柏柏尔人的语言中称呼“力士”、“统治者”的词语。

## 诺门名
| G39 | N5 | \| \| |
|     |    |       |

|  |

非正式称呼为个人名。法老出生时的名字即是此名。名字之前冠以“拉之子”的称号。即“拉之子某”。象形文字是一只鸭子和拉的象征太阳。鸭子与埃及语儿子同音，所以应用于此。该尊号于第四王朝时开始采用，强调埃及帝王是作为拉在人间的代表来统治人民的。如果是女性法老，则称为“拉之女某”。现代历史学家特别以该尊号加世代名称呼古埃及法老。所以诺门为大部分人所熟知。

## 范例

### 哈特谢普苏特
第十八王朝法老哈特谢普苏特的五至尊号为：
- 荷鲁斯名: 威斯烈特考, "喀之力"（喀为埃及一神明）
- 涅布提名: 瓦吉仁普特, "雙圣女加护的她，荣华正茂"
- 金荷鲁斯名: 涅特杰烈特考, "圣容" (涅特杰烈特 是涅特利的阴性形式，意为神圣的。考意为容颜。)
- 普列诺门: 玛特卡烈, "以拉之灵为真"
- 诺门: 忽姆特阿蒙 哈特谢普苏特, "与阿蒙同在，哈特谢普苏特"

## 引用文獻
1. 1 2 3  Toby A. H. Wilkinson: Early Dynastic Egypt. Routledge, London/New York 1999, ISBN 0-415-18633-1, p. 74-75.
2. ↑  Ronald J. Leprohon: The Great Name: Ancient Egyptian Royal Titulary (= Writings from the ancient world, vol. 33). Society of Biblical Lit., 2013, ISBN 1589837363, p. 17.
3. ↑  Schneider 1993